# Port de Liverpool
Le port de Liverpool est un vaste complexe portuaire rassemblant des installations allant du dock de Brunswick à Liverpool au dock de Seaforth à Seaforth, situées sur les rives Est du fleuve Mersey, et les docks de Birkenhead situés sur la rive Ouest du fleuve entre Birkenhead et Wallasey.
Les quais opérationnels sont exploités par la Mersey Docks and Harbour Company (en), les quais situés au sud de Pier Head, par Canal & River Trust, successeur de British Waterways.

## Histoire

### Port négrier
En 1699, le premier navire de Liverpool destiné au transport d'esclaves, le Liverpool Merchant, fait voile vers l'Afrique.

Par la suite, Liverpool devient de très loin le principal port négrier d'Europe. Au total, entre 1686 et 1811, ce sont 4 894 expéditions de traite qui sont organisées depuis son port, ayant entraîné la déportation de 1 381 576 captifs de l'Afrique vers les colonies européennes d'Amérique.

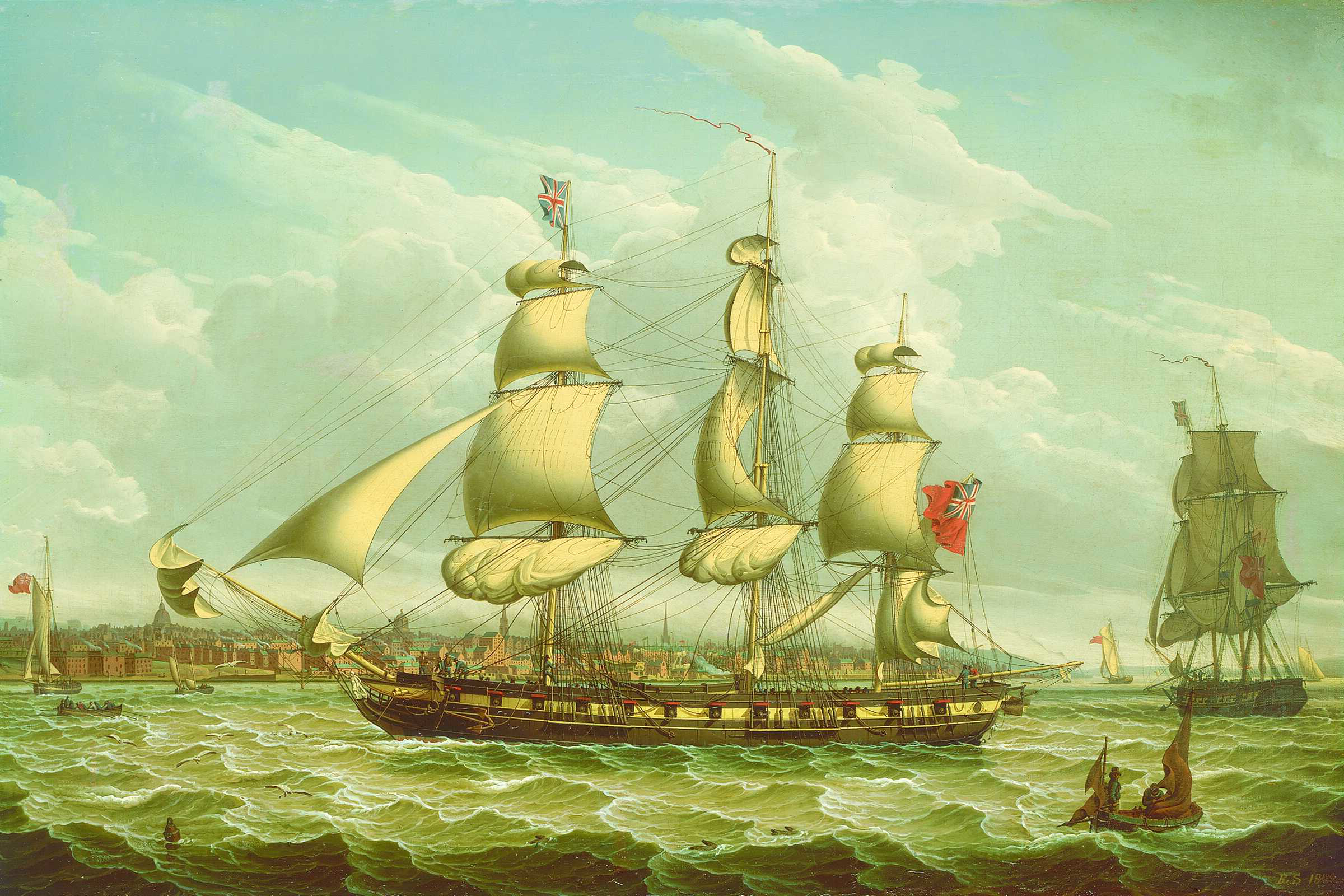
Le port de Liverpool en 1809.

### Les installations portuaires
Le plus ancien des docks de Liverpool date de 1715. C'était le premier bassin à flot commercial au monde. Des quais supplémentaires seront ajoutés, tous seront reliés entre eux par un réseau d'écluses qui les protègent des changements de marée. Les docks s'étendent sur 7,5 miles (12,1 km) le long des rives du fleuve Mersey à Liverpool. Le système de quai interconnecté était le système de port le plus avancé du monde.
La plupart des quais de la plus petite extrémité Sud ont été fermés en 1971 et le dock de Brunswick a été utilisé jusqu'à sa fermeture en 1975. De nombreux bassins ont été comblés pour pouvoir construire des bâtiments : le Pier Head, la M&S Bank Arena à Kings Dock, des propriétés commerciales à Toxteth et aux docks d'Harrington ainsi que des logements au quai d'Herculanum. D'autres docks ont été comblés à l'extrémité Nord. Les docks de Sandon et de Wellington sont aujourd'hui le site d'une usine de traitement des eaux usées. Le plus grand dock, celui de Seaforth, a été ouvert en 1972 pour traiter les céréales et les conteneurs, il pouvait alors accueillir les plus gros porte-conteneurs de l'époque.

### Siège de compagnies maritimes
La White Star Line et la Cunard Line étaient basées dans le port, lequel était le port d'attache de nombreux grands navires, y compris le RMS Baltic et le RMS Tayleur, le MV Derbyshire, le HMHS Britannic, le RMS Lusitania et le RMS Titanic. En 1972 la compagnie Canadian Pacific Limited exploitait la dernière ligne transatlantique opérant à partir de Liverpool.

### Grève des dockers
La grève des dockers de Liverpool (en), qui dura de  septembre 1995 à février 1998, concerna les travailleurs de la Mersey Docks and Harbour Company du port de Liverpool.

### Inscription puis radiation du patrimoine mondial
En 2004, l'Unesco a inscrit le site du port marchand de Liverpool au patrimoine mondial, avant de l’en retirer en 2021 en raison d'aménagements lui en ayant fait perdre son authenticité,.

## Terminal des navires de croisière
Dans le passé, les paquebots de croisière opéraient à partir du quai de Langton, les départs et arrivées y était soumis aux marées. Ceux-ci sont retournés à Pier Head en 2008, dans un terminal dédié nouvellement construit permettant de s'affranchir des contraintes des marées.
Depuis 2012, le terminal est utilisé comme point de départ et d'arrivée de croisières (plutôt que comme une simple escale), ce qui a provoqué un différend avec la ville de Southampton en raison de la forte subvention publique reçue par Liverpool pour construire le nouveau terminal. La ville de Liverpool a accepté de rembourser les aides.
De grands navires ont fait escale au terminal de croisière de Liverpool, dont les RMS Queen Elizabeth 2, Grand Princess, Caribbean Princess et RMS Queen Mary 2. Plusieurs vaisseaux militaires de la Royal Navy, comme le HMS Illustrious et le HMS Ark Royal, ont également utilisé ce terminal.

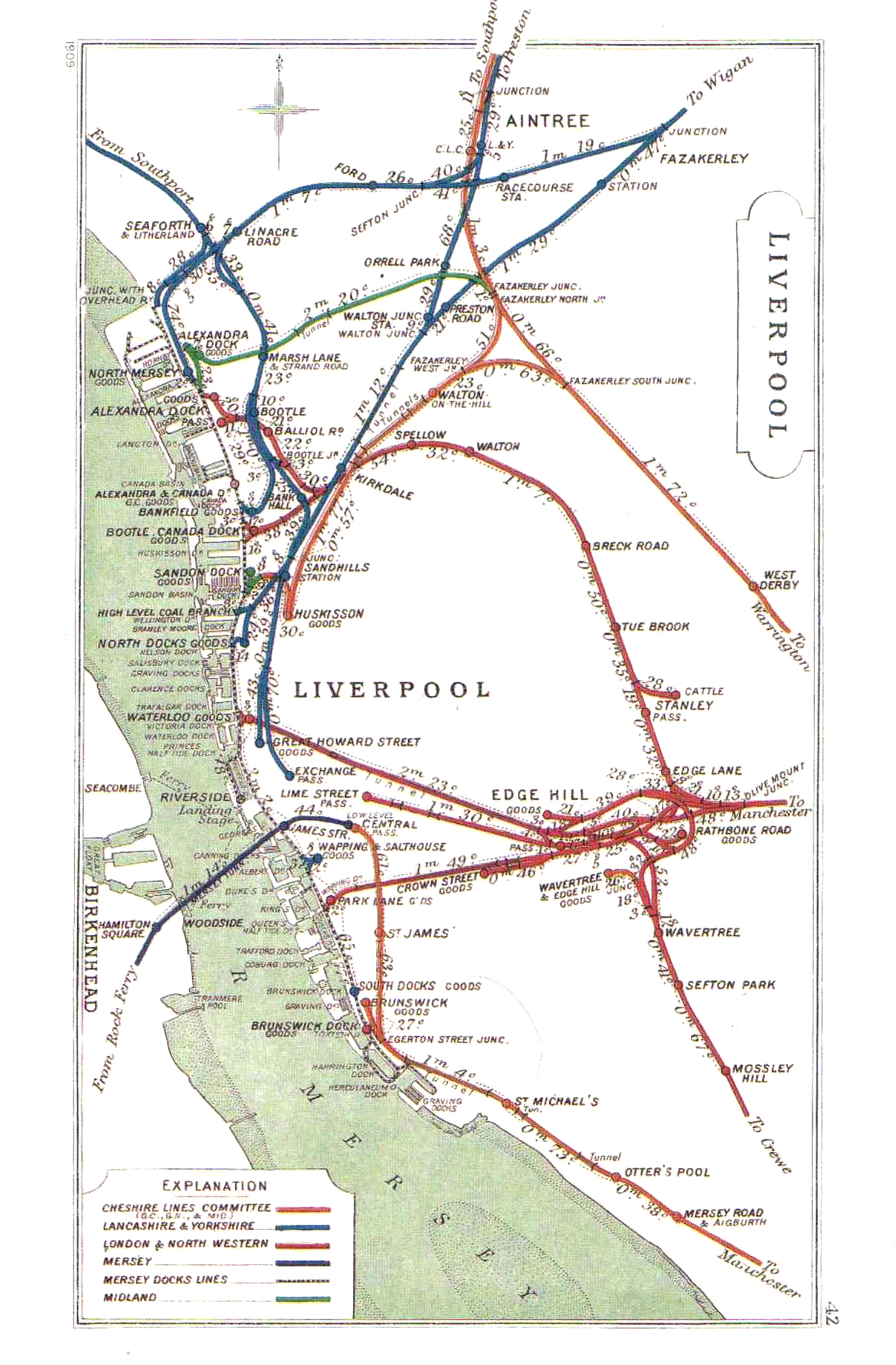
Le réseau ferré des docks de Liverpool en 1909 et 1914.

## Liens ferroviaires
Un métro aérien, le Liverpool Overhead Railway, a été construit en 1893 pour assurer la desserte du port. Très populaire, il a été surnommé « the Docker's Umbrella » par la population. Le viaduc a été endommagé pendant la Seconde Guerre mondiale et la ligne a finalement fermé en 1956.